# Martha Azevedo Pannunzio
Martha de Freitas Azevedo Pannunzio (Uberlândia, 4 de fevereiro de 1938) é uma escritora brasileira.
Graduou-se em Letras pela Universidade Mackenzie e em Comunicação Visual e Artes pela Universidade Federal de Uberlândia. Trabalhou como professora de latim, francês e português, durante 31 anos. Filha de Afrânio Francisco de Azevedo, deputado estadual que havia perdido o mandato após a cassação do PCB, elegeu-se vereadora suplente pelo PMDB, em 1982. Assumiu uma vaga na Câmara de Vereadores de Uberlândia em 1987, quando já havia se transferido para o PDT. Reelegeu-se em 1988, integrando a assembleia constituinte que promulgou a Lei Orgânica do Município em 1990.
Ganhou em 1979 o 21.º Prêmio Jabuti, na categoria de autora estreante em literatura infantil (Prêmio Jannart Moutinho Ribeiro), com seu livro Veludinho. Criou em 2000 o programa Cerrado e Letras, em que recebe estudantes na sua fazenda para conversar sobre seus livros.

## Obras
- 1978 - Veludinho - Editora José Olympio
- 1980 - Os Três Capetinhas - Editora José Olympio
- 1986 - Bicho do Mato - Editora José Olympio
- 2000 - Era Uma Vez Um Rio - Editora José Olympio
- 2002 - Bruxa de Pano - Editora José Olympio
- 2005 - Você Já Viu Gata Parir? - EDUFU